# Омаров, Магомед Шахбанович
Магоме́д Шахба́нович Ома́ров (род. 16 октября 1989, Кизилюрт, Дагестан, СССР) — российский боксёр супертяжёлой весовой категории. Мастер спорта международного класса, выступал за сборную России по боксу (2009—2020), участник Олимпийских игр 2012 года, чемпион Европы (2011), чемпион Универсиады (2013), двукратный чемпион России (2012, 2017).
На соревнованиях представляет Дагестан и Татарстан, член физкультурно-спортивного общества «Динамо».
Во время Европейского квалификационного турнира 2012 года победил техническим нокаутом будущего Олимпийского чемпиона 2016 года французского боксёра Тони Йока.

## Биография
Магомед Омаров родился 16 октября 1989 года в Кизилюрте, Дагестан. В детстве увлекался баскетболом и вольной борьбой, но в конечном итоге сделал выбор в пользу бокса, в возрасте пятнадцати лет присоединился к махачкалинскому «Динамо», где тренировался под руководством Ахмедова Р. М. Позже был подопечным заслуженного тренера Джафарова З. Г.
Магомед Омаров проживал в Каспийске, проходил обучение в Дагестанском государственном университете. На соревнованиях представляет Дагестан и Татарстан.
Сегодня Омаров служит с структурах МВД России и в последние годы на соревнованиях по боксу представлял МВД по Республике Татарстан.

## Любительская карьера
Первого серьёзного успеха на ринге Омаров добился в 2007 году, когда победил на первенстве Южного федерального округа. Год спустя повторил это достижение, кроме того, стал чемпионом республики и выиграл бронзовую медаль на всероссийских соревнованиях «Олимпийские надежды». В 2009 году дебютировал на взрослом первенстве России и сразу же занял третье место, в следующем сезоне вновь был третьим.
В 2011 году Омаров в третий раз завоевал бронзу российского национального первенства, победил на Кубке мира нефтяных стран по боксу памяти Фармана Курбан оглы Салманова и одержал победу на чемпионате Европы в Анкаре, одолев в финале олимпийского чемпиона Роберто Каммарелле.

### Олимпийские игры 2012 года
После того как первый номер сборной в супертяжёлом весе Сергей Кузьмин неудачно выступил на чемпионате мира в Баку, Омаров временно стал лидером команды в этой категории.
И в апреле 2012 года в Трабзоне (Турция) он участвовал в Европейском лицензионном турнире на котором разыгрывались именные путевки на предстоящие Олимпийские игры в Лондоне, где в 1/8 финала соревнований по очкам победил опытного белоруса Виктора Зуева, в четвертьфинале в конкурентном бою по очкам победил хорвата Филипа Хрговича, в полуфинале техническим нокаутом победил турка Эрхана Мухаммета Аджы, а в финале техническим нокаутом победил самого француза Тони Йока — будущего Олимпийского чемпиона 2016 года. После чего он удостоился права защищать честь страны на Олимпийских играх 2012 года в Лондоне.
И в августе 2012 года, в первом бою Олимпийского турнира уверенно победил американца Доминика Бризила, будущего претендента на звание чемпиона мира в тяжелом весе среди профессионалов, но на стадии четвертьфиналов со счётом 14:17 уступил азербайджанцу Магомедрасулу Меджидову — который в итоге стал бронзовым призёром Олимпийских игр 2012 года.
В 2012 году впервые выиграл чемпионат России, в решающем матче взял верх над своим главным конкурентом Сергеем Кузьминым. За участие в этих соревнованиях ему присвоено звание мастера спорта международного класса.
В 2013 году завоевал золотую медаль на летней Универсиаде в Казани.
В ноябре 2015 года стал серебряным призёром чемпионата России в весе свыше 91 кг, в финале проиграв опытному Максиму Бабанину.
В июле 2016 года принимал участие в проходившем в Венесуэле финальном отборочном турнире перед Олимпийскими играми в Рио-де-Жанейро, но в четвертьфинале проиграл украинцу Ростиславу Архипенко (которого ранее уже побеждал на Универсиаде 2013 года), тем самым не сумев завоевать лицензию на участие в Олимпиаде.
В октябре 2017 года снова стал чемпионом России в городе Грозный, в весе свыше 91 кг, где он в полуфинале победил Руслана Чобанова, и в финале победил Максима Бабанина.
В октябре 2018 года стал бронзовым призёром в весе свыше 91 кг на чемпионате России в Якутске. Где он в четвертьфинале победил Ярослава Дороничева, но затем в полуфинале проиграл опытному Сергею Егорову.
В феврале 2020 года вновь стал бронзовым призёром в весе свыше 91 кг на чемпионате МВД России по боксу в Казани. Где он в четвертьфинале победил Михаила Дриновского, но затем в полуфинале по очкам проиграл опытному Георгию Юновидову, — который в итоге стал чемпионом МВД России по боксу 2020 года.

## Семья
Женат.

## Награды
- Почётная грамота Президента Российской Федерации (19 июля 2013 года) — за высокие спортивные достижения на XXVII Всемирной летней универсиаде 2013 года в городе Казани[12]